# Montes de cristal
Los montes de Cristal son un macizo montañoso de África ecuatorial, al norte del bajo Ogoué. Es una porción de zócalo cristalino formada por altas superficies monótonas, de altitudes comprendidas entre los 700 y los 800 metros y cortadas por ríos muy encajados. Esta denominación se da a veces a toda la orla de la cubeta congoleña, a ambos lados de las desembocaduras del río Congo.

## Poblaciones
Los dos grupos étnicos más representativos en el paisaje son:
- Los fang, ocupan principalmente las zonas montañosas.
- Los ndowe, ocupan la cuenca costera de Guinea Ecuatorial.

Los pigmeos bayele que antes vivían en la zona de Altos de Nsork emigraron hace unos 20 años al sur de Camerún y a otras zonas selváticas.